# Musica Baltica 5: Johann Gottlieb Goldberg – Harpsichord Concertos
Musica Baltica 5: Johann Gottlieb Goldberg – Harpsichord Concertos albo Johann Gottlieb Goldberg – Wszystkie koncerty klawesynowe – album z nagraniami dwóch koncertów klawesynowych gdańskiego klawesynisty niemieckiego pochodzenia – Johanna Gottlieba Goldberga, wydany 23 lutego 2018 przez niemieckie wydawnictwo MDG w ramach piątej edycji Musica Baltica. Nominacja do Fryderyka 2019 w kategorii: «Najwybitniejsze Nagranie Muzyki Polskiej».

## Lista utworów
Opracowano na podstawie materiału źródłowego.
- Harpsichord Concerto D minor / ré mineur / d-moll
  - 1. I. Allegro [13'06"]
  - 2. II. Largo [10'29"]
  - 3. III. Allegro di molto [10'44"]
- Harpsichord Concerto E flat major / mi bémol majeur / Es-dur
  - 4. I. Allegro [8'28"]
  - 5. II. Largo con sordini [11'06"]
  - 6. III. Allegro do molto [7'52"]